# Macronyx
A Macronyx a madarak osztályának verébalakúak (Passeriformes) rendjébe és a billegetőfélék (Motacillidae) családjába tartozó nem.

## Rendszerezésük
A nemet William Swainson angol ornitológus írta le 1827-ben, az alábbi fajok tartoznak ide:
- aranynyakú sarkantyúspityer (Macronyx flavicollis)
- Füllerborn-sarkantyúspityer (Macronyx fuellebornii)
- nagy sarkantyúspityer (Macronyx capensis)
- sáfránysárga sarkantyúspityer (Macronyx croceus)
- pagani sarkantyúspityer (Macronyx aurantiigula)
- rubintorkú sarkantyúspityer (Macronyx ameliae)
- Grimwood-sarkantyúspityer (Macronyx grimwoodi)
- citrompityer (Macronyx grimwoodi vagy Hemimacronyx sharpei)